# ボリバル革命
ボリバル革命（ボリバルかくめい、西: Revolución bolivariana）は、1999年にベネズエラの大統領となったウゴ・チャベスとその第五共和国運動政権の推進した政策である。

## 概要
カルロス・アンドレス・ペレス大統領（在任1973-1979年、1989-1993年）が進めた新自由主義的経済改革から転換し、「大きな政府」を推進する立場から推進された。独立の志士シモン・ボリバル、シモン・ボリバルの師のシモン・ロドリゲス、有産階級に対し蜂起したエセキエル・ザモラの3人の思想を具現化するものである、とされており、チャベスは革命を「3つの根から成る樹木」（スペイン語: Árbol de las Tres Raí
ces）と表現している。なお、政策を進めるにあたり、1999年に改正されたベネズエラ憲法に基づき、国名をベネスエラ共和国からベネズエラ・ボリバル共和国に変更している。
理論の枠組みとしては、「（1）社会改革（貧者に権力を）、（2）民主主義の新モデルの構築（大衆の参加）、（3）新しい国家制度の創設、（4）腐敗の一掃、（5）新たな経済システム創設に向けた新しい生産モデルの構築（資本主義モデルの超克、内生的核の強化、但し私有財産は尊重）（6）大土地所有制の排除、（7）軍・民の新たな同盟関係、（8）多極的国際システムの推進」が挙げられている。貧困撲滅、社会正義、政治・経済・社会面での平等、地域統合などを強く説き、一部で社会主義的な側面も帯びつつ、独自の理論と思想に基づいて構築されている。「革命」と名付けられているものの、武力闘争ではなく選挙を通じた民主主義の名のもとに行われているという点で、これまでのラテンアメリカでの革命とは異なる。
『21世紀の社会主義』を掲げるチャベス政権下で強力に進められたものの、経済・生産活動の低下やマスメディア抑圧、人権弾圧、治安悪化などの多くの問題を引き起こし、現在では失敗した政策であると捉えられることが多い。

## 歴史

### 「革命」の背景
1958年、社会民主主義政党の民主行動党と急進的な左派政党のベネズエラ共産党、および国軍の中の反政権派がマルコス・ペレス・ヒメネス政権を打倒、クーデターを成功させた。同年10月31日、民主行動党と中道右派のキリスト教社会党、および民主共和同盟の3党は、安定的な民主主義を持続させるための協定を結んだ。その後、民主共和同盟の勢力は低下し、民主行動党とキリスト教社会党が交互に政権を担当する安定した政党制が1993年まで続いた。
一方で、ボリバル革命は1960年代からすでにプロジェクトとして存在していた。初出は1964年に革命家のダグラス・ブラボらが起草したベネズエラの政治・軍事に関する報告書「山の文書」であり、挫折したゲリラを軍の中に取り込み、ボリバル「解放軍」による左翼の軍事蜂起、軍民協同の革命を実行すべきと説かれている。その後、軍内部にチャベスを中心とした「ボリバル主義愛国革命軍人委員会」ができ、後に「ボリバル軍」、「MBR-200（ボリバル革命運動-200）」が形成された。
1973年、民主行動党のカルロス・アンドレス・ペレスが大統領に就任した。オイルショックによる世界的な石油価格高騰のさなか、ペレスはベネズエラ国営石油会社（PDVSA）を設立するなどしてオイルマネーによる経済成長を目指したが、石油産業に頼り切ったことで、原油価格が落ち着いた後経済は次第に悪化の一途を辿るようになった。
ペレスは1979年に退任し、その後1989年に再び大統領に就任した。第二次政権においてペレスは、国際通貨基金（IMF）との合意に基づく構造調整プランを導入し、インフレを抑え込むための金融引き締め政策を取らざるを得なくなった。1989年2月27日には、首都カラカスで、ガソリン価格や公共バス料金の値上げなどの引き締め政策に抗議する貧しい市民による略奪を伴った暴動「カラカス暴動」（カラカソ）が勃発し、経済の停滞により、失業率の上昇や貧困層の増加といった問題も顕在化するようになった。

### チャベスのクーデター、そして大統領就任
そして1992年の2月と11月、「ベネズエラでは既に過去のものになったと信じられていた」クーデターが発生した。特に2月のクーデターはチャベスが指揮を執ったものであり、チャベスの新自由主義や伝統的政治家への批判は、経済危機に苦しみ政治家への不信を募らせていた国民の共感を呼んだ。しかし、クーデターは失敗に終わり、チャベスは投獄された。一方でペレスも、公金横領の容疑により議会からの弾劾を受け1993年に大統領を退任した。
この頃、ベネズエラでは、緊縮財政による支持の低下に加えて、地方分権の進行による地方勢力の躍進もあって、民主行動党とキリスト教社会党による二大政党制が弱体化の一途を辿り始めた。1994年にはキリスト教民主党から分裂した選挙連合「変革」のラファエル・カルデラが大統領に当選する。カルデラは当初は反新自由主義的政策を掲げていたものの、1994年に発生した金融危機により緊縮財政・新自由主義的政策に転換したため、市民は公約を破ったカルデラとそれを受け入れた二大政党やその他左派政党に失望した。
そのような中で、チャベスは釈放後周囲からの説得を受け、選挙で政権を取り、政府側から革命を実行していくという「平和的、民主的革命」を構想した。そして1997年に「第五共和国運動」（Movimiento V República）を組織、翌1998年の国会議員選挙では上院・下院共に第二党に躍り出た。国会議員選挙の翌月に実施された大統領選挙では、二大政党制への不信感により、二大政党が支持を表明した候補が失速する一方で、チャベスは独立系候補として人気を集め、大統領に当選を果たした。

### 「革命」の実行と反発
チャベスは大統領当選後、「ボリバル革命」の法的枠組みの整備のため、憲法改正に取り掛かった。国名を「ベネズエラ共和国」から「ベネズエラ・ボリバル共和国」へ変更しボリバル主義を強調、さらに大統領の権限強化、天然資源の国家帰属、参加型民主主義、立法・行政・司法の他「市民権」「選挙権」を明確にした「五権分立」などを憲法に盛り込んだ。また、2000年11月より1年間国会審議を行わずに法案を成立させる権利を大統領に付与する「大統領授権法」に基づき、経済・社会、金融、インフラ・運輸等に関する49の法律を制定した。
具体的な政策としては、価格統制、外貨統制、固定為替レートなどの規制や統制を通じたマクロ経済安定化策、マイクロクレジットを行う公的金融機関や農業・航空・観光に関する公社などの国営企業の設立、低所得者層を支援する社会開発プログラムなどが代表的である。特に2003年以降は、貧困層を対象にした識字率向上・医療サービスの提供・雇用創出・職業訓練・農地改革などの各種社会政策「ミッション」を強く推進し、貧困層を中心に支持を集めた。
しかし、貧困層の救済を実現するための改革は、旧支配層の既得権益や政治的影響力を奪う政策でもあるため、チャベス派と反チャベス派の間の対立が激化することになった。2001年12月、国内最大規模の経済団体であるベネズエラ経団連（Federación Venezolana de Cámaras y Asociaciones de Comercio y Producción）が、大統領授権法による法律の成立は民間セクターとの議論を経ていない独断的なものであるとして、ベネズエラ労働者総連盟（Confederación de Trabajadores de Venezuela）に呼びかけてゼネストを実施した。これを発端として、チャベス大統領の強権的な政治に対する不満・反発への抗議行動が広まり、2002年4月にはチャベスが辞任に追い込まれ、カルモナ・ベネズエラ経団連会長を暫定大統領とする暫定政権が発足した。しかしながら、同政権は、国会の機能停止や公権力の長の解任といった反民主主義的手法をとったため国軍や市民が反発し、辞任2日後にチャベスが再び大統領に就任した。チャベスは、これを反チャベス派によるクーデター未遂だとして非難した。その後は反対派との融和にも取り組んだものの次第に反政府運動が再燃、同年12月には再びゼネストが発生した。
2000年代後半に入ると、反チャベス派勢力の結集の動きが強まった。2008年、新しい時代党、第一義正義党、プロジェクト・ベネズエラ党、民主行動党など9つの政党・政治団体は、民主統一会議（Mesa de la Unidad Democrática）を結成し反チャベス派を団結させた。2010年の国会議員選挙では、民主統一会議の得票率が40.6%となり、チャベス派の議席数は大統領授権法成立や組織法の可決・修正に必要な数を下回った。
チャベスは2007年8月に、1999年憲法の改正案を議会へ提出した。しかし、チャベス派の軍人・政治家の離反や、急進的な改革を支持しない一般市民の存在もあって、最終的に憲法改正案は否決された。その後2009年にも憲法改正案を提出したが、これは可決され、大統領の再選制限が撤廃された。また、「現職大統領は在職中の出馬が許されるが、他の公務員は一度辞職しないと大統領選挙へ出馬することができない」という規定は継続され、州知事として台頭した反チャベス派のリーダーが大統領選に出馬する際に州知事を辞任せざるを得なくすることで、特定の州での反チャベス派の勢力低下を狙った。

### 国内情勢の悪化
ボリバル革命の推進により、国内の政治・経済状況は悪化の一途を辿った。
経済面では、インフレ率が年30%を超える高インフレに悩まされた。政府は、財政均衡や安定的マネーサプライの維持ではなく、外貨統制や固定為替レートなどの規制・統制で対応したため、むしろマクロ経済には歪みが蓄積された。また、石油収入が政府歳入の70%以上に達する石油依存型の経済のため、2004年から2008年前半までは原油価格高騰に後押しされて経済成長を果たしたものの、その後は停滞・退潮に転じ、2009年は3.3%のマイナス成長になった。チャベス政権は経済の下落に関して、リーマン・ショックおよびそれによる原油価格下落によるものであるとして資本主義体制を批判したものの、実際には企業や不動産の接収・国有化による国内外の民間企業の投資意欲の減退や、インフレ対策として極端に低く設定された食品や基礎生活財の価格、外貨不足による生産部門の材料・部品輸入の困難など、政府の経済介入による構造的歪みが要因としては大きい。その上、支持率回復・政権運営の盤石化のために社会開発ミッションの充実や経済回復を目指して財政支出を急激に拡大したため、多額の石油収入を得ているにもかかわらず財政赤字は改善しなかった。
また、国営企業とのビジネス契約を得た企業家や、許認可権を握る官僚、政治家などチャベス政権と近い人々がレントシーキングを通じて急速に蓄財した。彼らは、「ボリバル革命が生んだブルジョア」を意味する「ボリブルジョア」と呼ばれた。そして、2009年から2010年にかけての銀行危機において、政権と一部企業の癒着や、企業経営の不透明性が明らかとなり、急速に成長していたボリブルジョアの実態があぶり出された。
加えて、人権抑圧やマスメディア弾圧も見られた。当初は、法的手続きを踏まずにに反対派の大物政治家や企業家、軍高官を逮捕したり、被選挙権を剥奪したりといった行為が見られたが、2009年以降は反対派の抗議集会や行進に平和的に参加しただけの学生や公務員、一般市民などが逮捕されるケースも急増した。2009年夏以降は、政府に逮捕の口実を与えないため、反対派は抗議の形をハンストに切り替えた。また、反対派の民放テレビ局やラジオ局も閉鎖に追い込まれた。マスメディアへの強権的な対応や反対派の逮捕者の増加に関して、米州人権委員会やヒューマン・ライツ・ウォッチ、NGO、国際的なジャーナリズム団体などは、ベネズエラでは政治的自由や表現の自由が守られていないとして、チャベス政権に対し改善を求めた。
国内の治安も悪化した。2008年の人口10万人当たりの暗殺件数は52.0人で、ホンジュラス、ジャマイカに次いで世界第3位の多さとなった。また、2009年には警察が把握しているだけでも382件の誘拐事件が発生した。治安悪化の原因は、警察の能力低下などによる検挙率の著しい低下や、経済状況の悪化、麻薬汚染の浸透、銃所有の広がりなどが挙げられるが、チャベスの富裕層を批判する言説や土地不法侵入を容認する姿勢が、富裕層への強奪行為を行うにあたりモラル的なハードルを下げている側面もあった。チャベス政権は、治安悪化は資本主義経済の弊害（格差）であり、社会主義の進展がそれを改善させるとしているため、直接的な対策を講じなかった。
2013年、チャベスの病死に伴い大統領選挙が行われ、チャベス政権で外務大臣を務めたニコラス・マドゥロが当選した。しかし、チャベス派と反チャベス派の対立構図は変化することなく、チャベス派はカリスマ的リーダーを失ったまま、反チャベス派による反政府抗議活動を受けることになった。2015年の国会議員選挙でも反チャベス派が躍進し、マドゥロ政権は困難な議会運営を強いられた。

## 評価
前述のように、ボリバル革命によってベネズエラ国内の経済・社会・政治の状況は大きく悪化することになった。また、チャベスは演説において、全ての貧困層や下層階級の者が搾取されている善人であり、富裕層や上層階級に属する者はすべて腐敗した悪人であるかといったような、国民の価値観を倒錯させるようなメッセージをしばしば送っている。これは、無知な大衆の政治・社会などに関する価値観を歪め、ポピュリズム的な手法を求める土壌を国民の間に作ることになった。それゆえ、現在では失敗した政策であると捉えられることが多い。一方で、政治の対象から疎外・無視されてきた貧困層や先住民等に光を当て、インフォーマル化や非制度化の危険があった人々を取り込み、一般大衆を政治意識に目覚めさせたことで民主主義の強化に貢献したという点では、肯定的な評価もある。
ベネズエラ政府はボリバル革命を成功と捉えている。駐日ベネズエラ大使のセイコウ・イシカワは2015年のアジア記者クラブの定例会での講演において、1999年憲法に参加型民主主義や女性・先住民の権利について明記されたことや、社会に対する公共投資の増加、極貧層・栄養不良者の減少、教育に対する投資の大幅な増加、国民投票制度や選挙システムの整備、政治教育への注力、民主主義と軍部の統合、ラテンアメリカ統合などを革命の成果として挙げた。